# Florent Bourget
Florent Bourget-Jens (Nantes, 12 juni 1998) is een Frans/Nederlandse handbalspeler die voor het nationaalteam uit komt.

## Biografie
Bourget doorliep de jeugdopleiding van het Franse HBC Nantes. Hij maakte deel uit van de selectie die in 2016 de EHF Cup won.
In 2016 stuurde Bourget een video van zichzelf naar het Nederlands Handbal Verbond. Sindsdien houdt de handbalbond de verrichtingen van de spelmaker nauwlettend in de gaten.

## Privé
Bourget is de zoon van een Franse vader en een Nederlandse moeder.